# Ридер (Арканзас)
Ридер (енгл. Reader) насељено је место без административног статуса у америчкој савезној држави Арканзас.

## Демографија
По попису из 2010. године број становника је 66, што је 16 (-19,5%) становника мање него 2000. године.
| Група             | 2000.      | 2010.      |
| Белци             | 41 (50,0%) | 32 (48,5%) |
| Афроамериканци    | 41 (50,0%) | 28 (42,4%) |
| Азијати           | 0 (0,0%)   | 5 (7,6%)   |
| Хиспаноамериканци | 0 (0,0%)   | 0 (0,0%)   |
| Укупно            | 82         | 66         |